# Bucky Lasek
Bucky Lasek, właśc. Charles Michael Lasek (ur. 3 grudnia 1972 w Baltimore) – amerykański skater, dwukrotny złoty medalista X Games w 2003 roku.
Kontakt z deskorolką miał jeszcze w dzieciństwie, w Baltimore. W wieku 12 lat skradziono mu rower, wtedy spróbował skateboardingu. Szybko wspinał się po drabinie vertowego skateboardingu. W 1998 r. Bucky był w pierwszej dziesiątce podczas każdego konkursu, w jakim startował, zaś w 1999 wygrał Summer X Games Vert Competition. Później sukcesów było coraz więcej. W 2003 roku najważniejszym jego osiągnięciem stały się złote medale na X Games (w konkurencji vert i vert doubles wraz z Bobem Burnquistem). Znany jest z unikalnego stylu jazdy i bardzo dokładnego wykonywania nawet bardzo skomplikowanych trików, a także z tego że nosi „sztany” i plecak gdy jeździ na deskorolce.
W 2012 roku rozpoczął on swoją karierę w motosporcie. Dołączył on do zespołu Subaru Puma Rallycross Team USA startującego w Global RallyCross. Podczas debiutu na Charlotte Motor Speedway zajął on 11. miejsce. Podczas X Games w Los Angeles był trzynasty. Podczas dwóch ostatnich rund sezonu udało mu się zakwalifikować do finałowego biegu, które ukończył odpowiednio na 8 oraz 7 pozycji. W trakcie sezonu zdobył 35 punktów, które dały mu 35 pozycję w klasyfikacji generalnej.
Kolejny rok rozpoczął od drugiej rundy rozgrywanej w Niemczech. W trakcie sezonu dwukrotnie awansował do finału. Podczas zawodów rozgrywanych na New Hampshire Motor Speedway był 8, natomiast na Charlotte 6. Rywalizację w X Games w Los Angeles zakończył na 11 pozycji. W trakcie sezonu uzbierał 49 kończąc mistrzostwa na 11 lokacie.
Żonaty, ma dwie córki.